# Augustin II. Pavel Vahala
Augustin II. Pavel Vahala (auch: Augustin Paul Wahala; * 23. Januar 1802 in Palzendorf bei Alt Titschein in Mähren; † 10. September 1877) war Bischof von Leitmeritz (Litoměřice).

## Werdegang
Nach dem Theologie-Studium in Olmütz wurde Augustin Pavel Vahala in das Wiener Konvikt aufgenommen, welches nur die begabtesten Priesteramtskandidaten aus der gesamten Habsburgermonarchie besuchen durften. Am 22. September 1827 wurde er in Wien zum Priester geweiht und danach als Kaplan in Mährisch Weißkirchen eingesetzt. Nachdem ihn der Olmützer Erzbischof zu seinem Sekretär und Zeremoniär berufen hatte, wurde er daselbst auch zum Konsistorialrat und zum Ehrenkanoniker ernannt. 1842 wurde er Pfarrer in Müglitz, wo er bald zum Dekan und Erzpriester aufstieg und die Schulaufsicht über den zuständigen Bezirk übertragen bekam.

## Bischof von Leitmeritz
Nach dem Tod des Leitmeritzer Bischofs Augustin I. Bartolomäus Hille nominierte Kaiser Franz Josef I. am 16. September 1865 Augustin Pavel Vahala zu dessen Nachfolger. Der päpstlichen Bestätigung vom 8. Januar 1866 folgte am 8. April 1866 in der Olmützer Kathedrale die Bischofsweihe und am 15. April die Amtsübernahme in Leitmeritz. Am selben Tag gründete er eine Stiftung zur Errichtung einer Taubstummenanstalt.
Seine Amtszeit war überschattet vom Ausbruch des Deutschen Krieges und seinen Folgen. 1869–1870 nahm er am Ersten Vatikanischen Konzil teil, auf dem u. a. die Unfehlbarkeit des Papstes zum Dogma erhoben wurde. Aus Protest traten nachfolgend auch im Bistum Leitmeritz zahlreiche Gläubige und Priester zum Altkatholizismus über. Besonders betroffen war die Pfarrei Warnsdorf.
Augustin Pavel Vahala starb in seiner Bischofsresidenz und wurde auf in der Bischofsgruft auf dem Leitmeritzer Friedhof beigesetzt.